# Jerôme Maurand

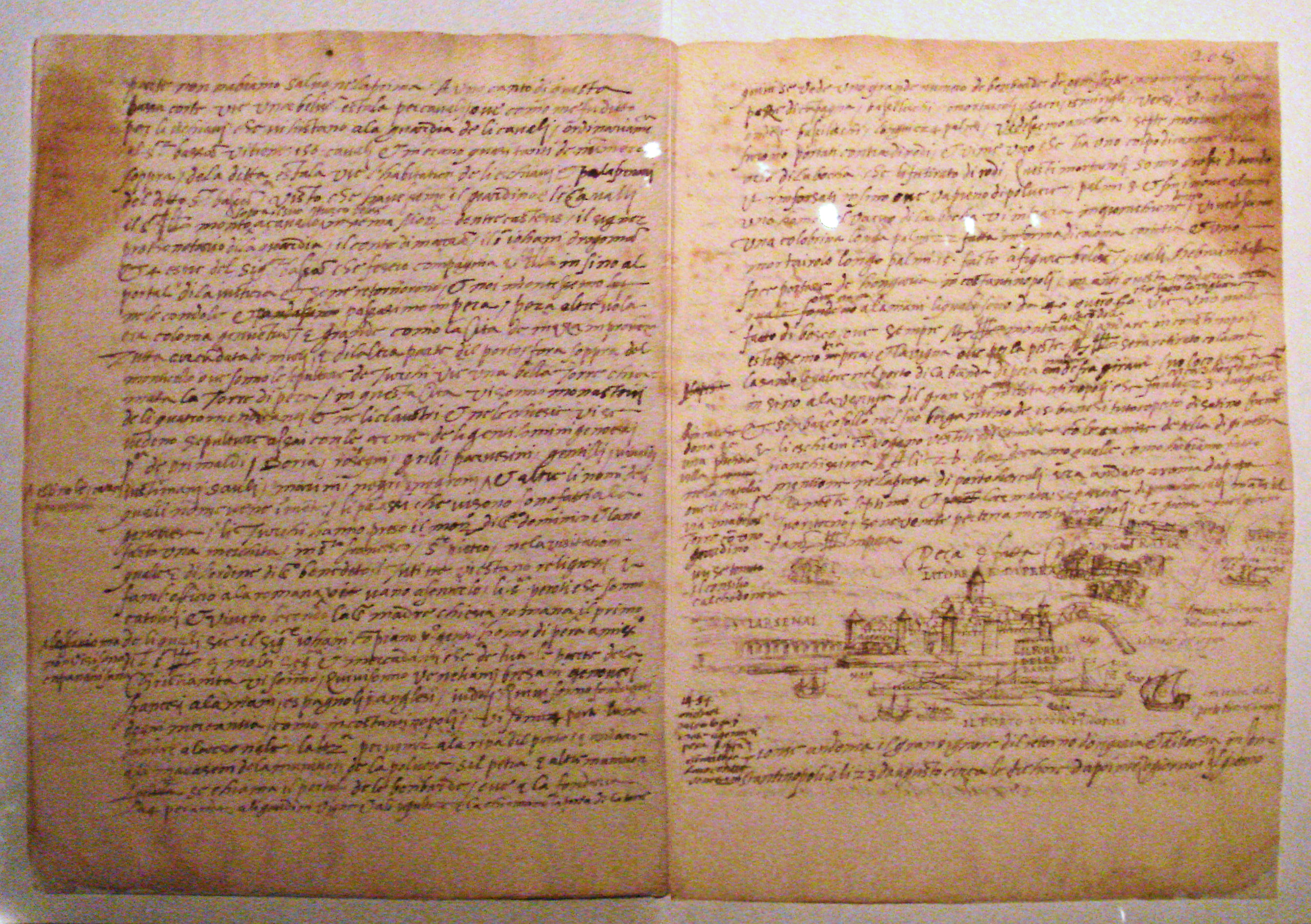
Jérôme Maurand, prete di Antibes, accompagnò Polin e la flotta ottomana, nel 1544, e scrisse un dettagliato resoconto in Itinéraire d'Antibes à Constantinople (comprendente, qui, un disegno di Costantinopoli), 1544.

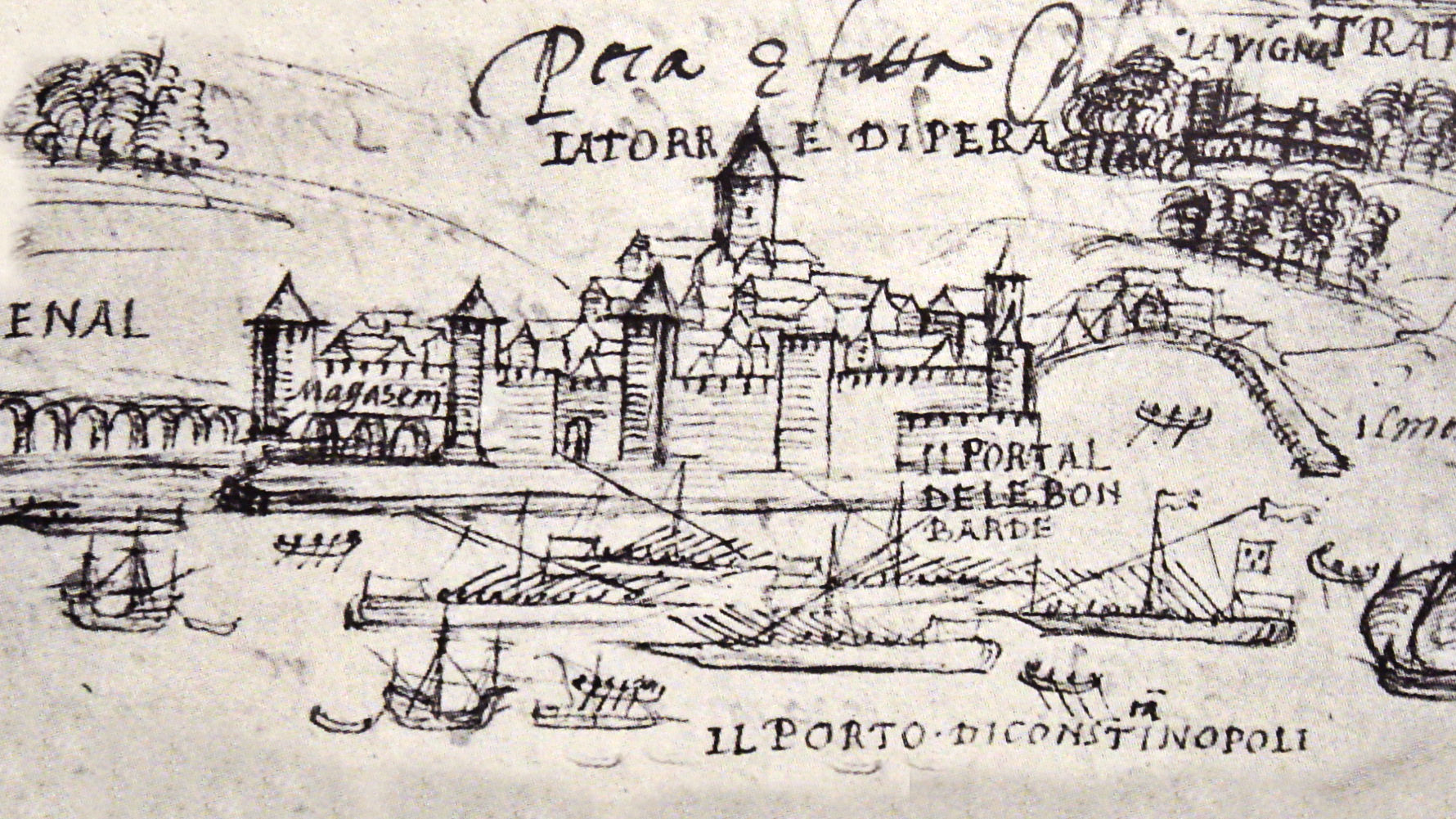
Le galee francesi del Capitano Polin di fronte a Pera a Costantinopoli nell'agosto 1544, disegno di Jerôme Maurand (dettaglio di quello qui sopra).

Jérôme Maurand (Antibes, ... – ...; fl. XVI secolo) è stato un presbitero, viaggiatore e scrittore francese del XVI secolo.

## Biografia
Accompagnò il l'ufficiale francese Capitano Polin operante in collaborazione con l'ammiraglio Ottomano Barbarossa nel 1544, in operazioni militari previste dall'alleanza franco-ottomana.
Cinque galee francesi, al comando del Capitano Polin, compresa la superba galea Réale, accompagnarono la flotta di Barbarossa in una missione diplomatica a Solimano il Magnifico. La flotta francese accompagnò Barbarossa nei suoi attacchi alle coste occidentali dell'Italia mentre faceva rotta su Costantinopoli, assistendo alla devastazione delle città di Porto Ercole, Giglio, Talamona, Lipari, durante le quali vennero fatti circa 6 000 prigionieri, ma si separò in Sicilia dalla flotta di Barbarossa per continuare da sola verso la capitale ottomana.
Jérôme Maurand scrisse un dettagliato resoconto dal titolo Itinéraire d'Antibes à Constantinonple. La flotta di Barbarossa passò l'inverno del 1543-1544 a Tolone. La flotta franco-ottomana lasciò Marsiglia il 23 maggio 1544 e giunse a Costantinopoli il 10 agosto per incontrare Solimano e riferire dei risultati della campagna congiunta. Polin e Maurand lasciarono Costantinopoli il 9 settembre e tornarono a Tolone il 2 ottobre 1544.
Maurand si lamentò delle depredazioni ai suoi correligionari cristiani avvenute durante la campagna: A vedere così tanti poveri cristiani, e soprattutto tanti bambini e bambine [schiavi] mi causò una grande pietà." Disse anche: "le lacrime, i lamenti e le grida di quei poveri liparioti, il padre per il figlio e la madre per la figlia ... piangenti, mentre lasciavano la propria città per essere portati in schiavitù da quei cani che sembravano lupi rapaci in mezzo timidi agnelli timidi.